# 西延青洲線
輕軌東線西延青茂口岸（葡萄牙語：Extensão da Linha Leste do Metro Ligeiro para oeste até ao Posto Fronteiriço Qingmao），又稱西延青洲線（葡萄牙語：Linha da Extensão oeste da Ilha Verde，暫名）、輕軌東線西延青茂口岸段，起點為位於關閘邊檢大樓旁的ES1站，通過地下盾構隧道方式興建，連接至原青茂口岸廣場預留用地下方的青洲站。

## 歷史

### 粵澳新通道規劃／澳門半島線北段走線規劃
2012年，粵澳兩地政府計劃於澳門半島興建青茂口岸（粵澳新通道），澳珠兩地亦曾經探討於該通道實現青洲站與廣珠城際鐵路珠海站便捷銜接安排進行探討。
2013年4月20日，土地工務運輸局城市規劃廳長劉榕表示，為配合廣珠城軌拱北站已通車，當局正研究將澳門半島線（輕軌一期澳門半島段）西延至青洲站。
2014年6月，運建辦公佈澳門半島線北段走線三大方案「馬場東高架走線」、「勞動節高架走線」和「沿海高架走線」，當中於關閘站預留走線延伸至粵澳新通道，但相關走線引起了社會上的爭議。規劃興建的青洲站改為設於地底，預留連接輕軌西線（原澳門輕軌第二期路線）。
2014年7月，運建辦表示本站需要視乎粵澳新通道的施工進度才能決定具體位置和開展站點。
2016年10月，多名議員促請政府停建澳門輕軌澳門半島線包括一期和二期澳門半島段（現輕軌西線），運輸工務司司長羅立文表示會稍作考慮後並交待有關決定。
2018年1月，運建辦主任何蔣祺表示計劃短期內開展輕軌東線研究，不少意見質疑政府率先研究輕軌東線，是否意味著已諮詢多年的輕軌澳門半島線將會被放棄？運輸工務司司長羅立文強調，當局無放棄輕軌澳門半島線，「但運建辦有咁多條線，邊條行先邊條行後，由我決定。」

### 輕軌東線方案咨詢及公佈
2020年9月至11月，澳門特別行政區政府就澳氹東線規劃方案進行公眾咨詢。 其後於2021年4月30日進行公開諮詢總結，當中在「走線方案」中眾多意見者提出將東線西延至青茂口岸連接廣珠城際鐵路。
2022年5月24日，政府就《澳門陸路整體交通運輸規劃（2021-2030）》舉行為期60天的公開咨詢，當中重提研究由媽閣到關閘的輕軌西線規劃，倡可先搞局部關閘至林茂塘段，全長2.2公里，西線屬遠期規劃項目。

### 關閘V型灘塗地問題
2022年9月24日，行政長官賀一誠宣佈經中央批准後，輕軌東線將租用及使用涉及中國大陸的土地，由關閘前延伸至青茂口岸。
2022年10月18日，公共建設局於澳門立法會作進一步介紹，如日後能成功取得俗稱V形地塊（關閘旅遊巴停泊處東側的中國大陸海面土地），將有條件興建西延伸線至青茂口岸。
2022年11月1日，澳門特區政府向中央人民政府提出批准利用珠海範圍內1幅V形灘塗，公共建設局表示，申請利用V形灘塗與輕軌東線工程同步推進，爭取2項工作盡快落實。
2022年11月30日，澳門立法會舉行2023年財政年度運輸工務範疇施政辯論，在關閘至氹仔段建成後，會再研究把輕軌延至青茂口岸。
2022年12月7日，《澳門陸路整體交通運輸規劃（2021-2030）》文本正式公布，在咨詢總結報告上，本線由於當時尚未有確定的線路、站點及建設方式，仍有待開展進一步的研究工作。交通事務局局長林衍新稱，如中國大陸中央人民政府獲批位於關閘V型的三不管土地後，將啟動關閘至青茂口岸延伸線之研究，同時作為本線較可行一段。
2023年11月15日，行政長官賀一誠出席《澳門特別行政區政府2024年財政年度施政報告》澳門立法會答問會上，回應委任議員邱庭彪如何加強輕軌交通接駁問題時提到，持續爭取中央批准用地，將輕軌東線延伸至青茂口岸，方便居民前往輕軌沿線包括新城A區、氹仔島及橫琴口岸等站點。
2023年11月29日，運輸工務司司長羅立文出席澳門立法會運輸工務範疇施政方針辯論時表示，輕軌延伸至青茂口岸需租用關閘的3,700平方米「三角地塊」，政府正等待批覆，並對於短期內獲得中央政府批准感到樂觀。他重申一旦獲得批准，ES1站將可更近關閘，相關工程可能導致93億元的判給超支及超時。而且，獲得批准之後，一定研究輕軌延伸至青茂口岸的可能。

### V形地獲批 西延段始構思
2023年12月25日，澳方代表提交關於授權澳門特別行政區對廣東省珠海市拱北口岸東南側相關陸地和海域實施管轄的決定草案。該地塊總面積3700.178平方米，其中陸地面積1439.130平方米、海域面積2261.048平方米。澳門特別行政區政府請求國務院提請全國人大常委會授權澳門特別行政區以租賃方式對該地塊依照澳門特別行政區法律實施管轄；草案規定澳門特別行政區政府以租賃方式取得相關陸地和海域使用權，租賃期限自相關陸地和海域移交管轄之日起至2049年12月19日止。
2023年12月29日，第十四届全国人民代表大会常务委员会第七次會議閉幕，會議表決，通過全國人大常委會關於授權澳門特別行政區對廣東省珠海市拱北口岸東南側相關陸地和海域實施管轄的決定。行政長官賀一誠表示，衷心感謝中央對特區發展的大力支持，更好發揮輕軌東線西延的經濟社會效益，推動澳門長期繁榮穩定和融入國家發展大局具有重大意義。
2024年1月，運輸工務司代表出席澳門立法會全體會議上，司長羅立文表示隨著位於關閘的原特警隊大樓停用，屆時關閘站將會使用該大樓部分土地，以便站點更靠近關閘邊檢大樓，因此在興建東線過程上將會超支及超時，至於青洲站的興建需進一步研究。
2024年2月上旬，公共建設局表示就第十四届全国人民代表大会常务委员会第七次會議審議通過授權澳門特別行政區對V形地實施管轄決定，已啟動修改ES1站設計工作，在充分利用V形地，深入研究連接至關閘邊檢大樓及巴士總站的方案，並積極研究延伸至青茂口岸。同年2月19日，特區公報刊登行政長官公告，公佈《全國人民代表大會常務委員會關於授權澳門特別行政區對廣東省珠海市拱北口岸東南側相關陸地和海域實施管轄的決定》。
2024年6月1日0時起，上述V形地正式移交澳門管轄，輕軌東線有條件規劃延伸至青茂口岸，連通珠澳兩個主要出入境口岸。

### 前期研究
2024年9月，公共建設局網站更新資料，輕軌東線西延段工程有多個項目直接判給，包括「輕軌東線西延青茂口岸盾構隧道設計連建造工程 - 項目管理及技術援助服務」直接判給廣州地鐵集團旗下的廣州地鐵工程咨詢有限公司，金額為4,678萬元；「輕軌東線西延青茂口岸盾構隧道設計連建造工程 - 工料測量服務」直接判給「利比澳門有限公司」，金額為468萬元；兩判給期限為1,800天；另將「輕軌東線西延段（至青洲站）工程可行性研究」直接判給「中鐵大橋勘測設計院集團有限公司澳門分公司」，金額為848萬元，期限為90天，象徵著輕軌東線西延正式開展前期研究。
2025年1月4日，公共建設局回覆澳門立法會議員書面質詢時表示，根據可行性研究方案將採用地下盾構隧道方式穿越紀念孫中山市政公園，並於公園內設一疏散口。

## 走線
輕軌東線西延始於關閘邊檢大樓旁的ES1站，現有的ES1站正式向關閘邊檢大樓方向移動約80米，擬採用盾構法施工方式興建。下穿關閘多座建築包括關閘牌坊、關閘廣場行車隧道後，通過何賢紳士大馬路及紀念孫中山市政公園，於鄰近白朗古將軍大馬路及何賢紳士大馬路交界處側進入青茂口岸廣場，於其下方設青洲站作輕軌東線位於澳門半島的新終點站，未來更預留再延伸條件（可能預留興建輕軌西線）。

## 車站
| 車站編號                               | 車站名稱（尚未確定） | 車站名稱（葡萄牙語，尚未確定） | 車站名稱（英語，尚未確定） | 站體型式 | 交會路線           | 所在地     |
| -------------------------------------- | -------------------- | ------------------------------ | -------------------------- | -------- | ------------------ | ---------- |
| 輕軌東線西延青茂口岸（輕軌東線西延段） |                      |                                |                            |          |                    |            |
| ES0                                    | 青洲                 | Ilha Verde                     | Ilha Verde                 | 地下     |                    | 花地瑪堂區 |
| ES1                                    | 關閘                 | Portas do Cerco                | Border Gate                | 地下     | █ 東線（直通運行） | 花地瑪堂區 |

## 外部連結
- 澳門公共建設局-輕軌東線西延青茂口岸 （页面存档备份，存于）
- 澳門輕軌股份有限公司網站